# Who Are You (태국의 드라마)
《Who Are You》(태국어: Who Are You – เธอคนนั้น คือ ฉันอีกคน, 로마자: Who Are You – Thoe Khon Nan Khue Chan Ik Khon)는 2020년 5월 2일부터 6월 28일까지 방송되었던 태국의 드라마이다.